# 五股一交流道
五股一交流道位於臺灣台64線的交流道，指標為10K，於2009年9月19日通車，連結疏洪北路（平面側車道），可通往五股區成子寮、五股市區。
| 台64線 | 10 五股一 | 成子寮 |

## 外部連結
- 台64線五股一交流道示意圖 （页面存档备份，存于）（交通部公路總局）